# Atelopus ozdobný
Atelopus ozdobný (Atelopus subornatus) je kriticky ohrožený druh žáby z čeledi ropuchovitých. Je endemický pro území Východních Kordillery v kolumbijském departementu Cundinamarca.

## Popis
Druh byl popsán Franzem Wernerem na základě tří exemplářů (syntypů), jejichž délka činila 30 mm. Tělo je poměrně štíhlé. Hlava má shodnou šířku a délku. Prsty předních končetin jsou pouze bazálně blanité, prsty zadních končetin jsou výrazně blanité. Hřbet je tmavě červenohnědý, na bocích přechází do žluta nebo zelena.

## Rozmnožování
Atelopus ozdobný se rozmnožuje v potocích. Vajíčka jsou kladena v provazcích, jednotlivá embrya měří 2–3 mm a jsou obalena želatinovou kapslí. Některé kapsle mohou být prázdné. Provazce vajíček klesají ke dnu potoka a zachycují se o překážky; nejsou přilnavé. Pulci mají výrazné černo-krémové zbarvení.

## Stanoviště a ochrana
Druh obývá jak nedotčená, tak narušená prostředí mlžných lesů a sub-páram ve výškách 2000–3020 m n. m. Je ohrožen chytridiomykózou a ztrátou stanovišť v důsledku expanze zemědělství a znečišťováním vody chovem prasat.